# 남소문

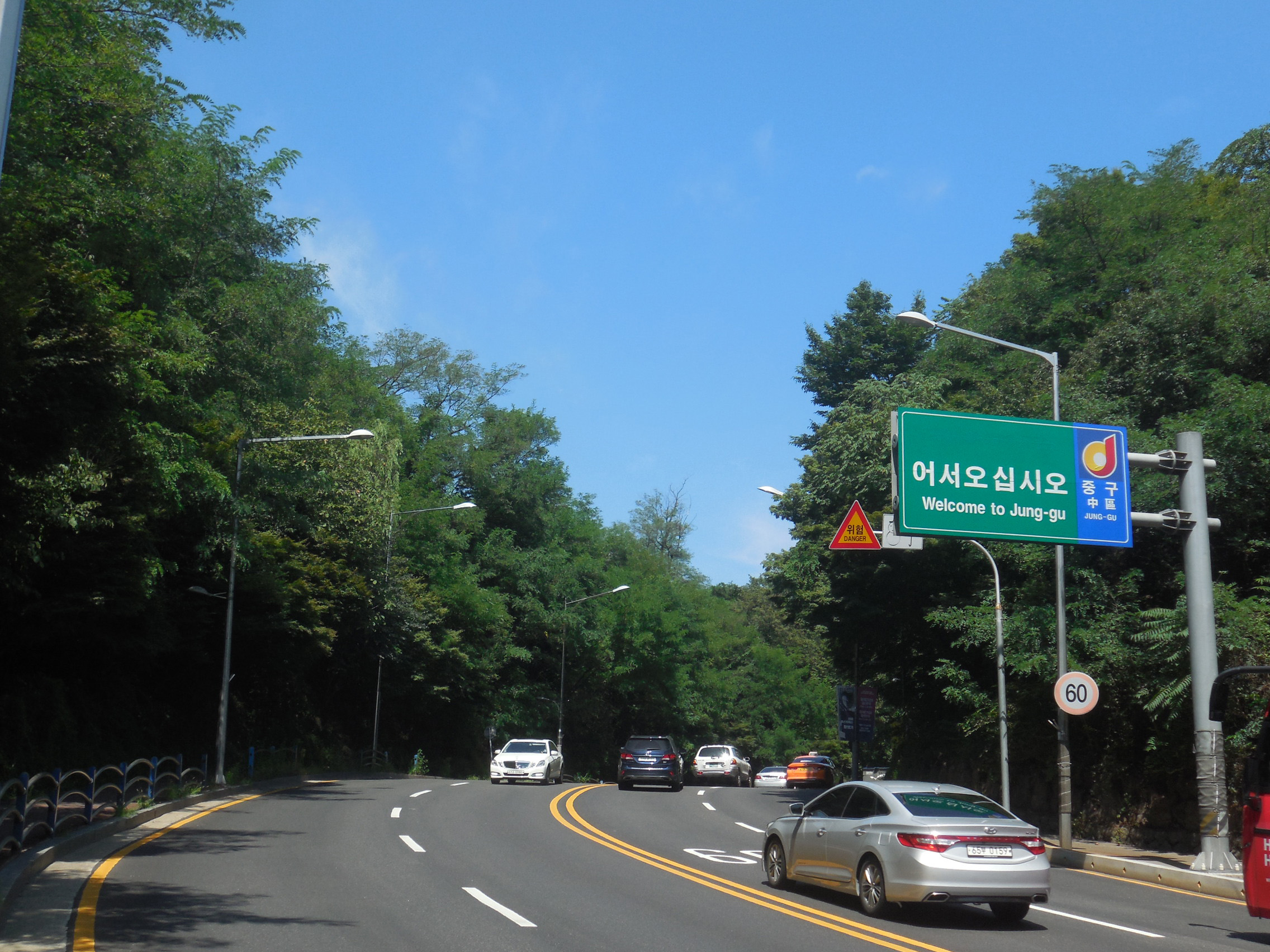
도성 바깥쪽에서 바라본 남소문 터 (2018년)

남소문(南小門)은 조선 시대 사소문의 하나이다. 광희문 남쪽, 남산 봉수대 동쪽에 있던 성문이다.
세조 때에 건립하였다가 예종 1년(1469)에 음양가의 주장에 따라 없앴다.

## 역사
1456년(세조 2년) 11월 20일 세조가 남산의 청학동(靑鶴洞, 현재의 필동)에 와 남소문의 설치를 검토하였다. 남소문은 그 이후 생긴 것으로 보인다. 1469년(예종 1년) 임원준이 의경세자가 죽은 것은 남소문이 열렸기 때문이라고 아룀에 따라 문을 폐쇄하였다.
1679년(숙종 5년)에는 허적이 남소문을 열어달라고 청하였으나, 노론이었던 김석주가 "남소문을 열면 남인이 성장한다"고 하여 이를 중지시켰다. 1913년 일제가 도로를 개설하며 철거된 것으로 추정되는데, 이때 고개를 5m 정도 깎아서 문의 주초도 남지 않았다.